# Bayerischer Journalisten-Verband
Der Bayerische Journalisten-Verband e. V. (BJV) ist der Landesverband Bayern des Deutschen Journalisten-Verbands mit Sitz in München.
Der BJV hatte 2017 rund 7400 Mitglieder. Er ist in fünf Bezirksverbände untergliedert, die in ihrer geografischen Gliederung weitgehend den bayerischen Regierungsbezirken entsprechen: Mainfranken, Franken-Nordbayern, Augsburg-Schwaben, München-Oberbayern und Niederbayern-Oberpfalz.
Sechs Mal im Jahr gibt der BJV die Mitgliederzeitschrift „BJVreport“ heraus.
Der BJV entsendet entsprechend dem Bayerischen Rundfunkgesetz (Art. 6 Abs. 3 Nr. 12) ein Mitglied in den Rundfunkrat des Bayerischen Rundfunks. Gemäß dem Bayerischen Mediengesetz (Art. 12) entsendet der BJV außerdem ein Mitglied in den Medienrat der Bayerischen Landeszentrale für Neue Medien.

## Gründung
Am 2. Februar 1946 wurde der Verband der Berufsjournalisten in Bayern (VBB) gegründet. Der erste Verbandsvorsitzende war der von den Nationalsozialisten als „Halbjude“ mit Berufsverbot belegte Otto Groth, der drei Monate später durch den Verleger Walther de Bouché (geb. 1899) abgelöst wurde. 1948 folgte Josef Ackermann im Amt, der als „Schutzhäftling“ in der Pathologie des KZ Dachau hatte arbeiten müssen. In den Nachkriegsjahren stand die materielle Unterstützung der Journalisten und der Aufbau einer demokratischen Presse im Vordergrund. Der Verband war am 10. Dezember 1949 an der Gründung des Deutschen Journalisten-Verbandes (DJV) beteiligt. 41 Journalisten haben sich am 2. August 1948 zur Arbeitsgemeinschaft Auswärtige Presse im Verband der Berufsjournalisten in Bayern zusammengefunden. Es kam am 16. März 1950 zur Vereinsgründung des Vereins Auswärtige Presse, aus dem 1958 der PresseClub München hervorging.

## Geschichte
Die ersten Tarifverhandlungen führten 1951 zum Abschluss eines Tarifvertrages für Redakteure bei Tageszeitungen. Im selben Jahr wurde der SZ-Redakteur Ernst Müller-Meiningen jr. Verbandsvorsitzender und blieb es für 20 Jahre.
1971 wurde der ehemalige SS-Unterscharführer und spätere Gründer der rechtsextremen Partei Die Republikaner Franz Schönhuber Vorsitzender des Bayerischen Journalisten-Verbandes.
1974 gelang es dem Verband, sich mit Bundesverband Druck auf den ersten Manteltarifvertrag für Redakteure bei Zeitschriften zu einigen. Erneute Tarifgespräche mit dem Bundesverband im Jahr 1976 scheiterten. Der BJV stellte sich ebenso wie der Deutsche Journalistenverband gegen einen Streikaufruf der IG Druck und Papier. In einer eigenen Stellungnahme gegen eine Wiederaufnahme von Streiks warnte der BJV vor negativen Folgen, vor allem für freie Journalisten.
1977 wurde der Leiter der Abteilung Landfunk des Bayerischen Rundfunks Erich Geiersberger Verbandsvorsitzender. Sein Vorgänger Franz Schönhuber wurde Ehrenvorsitzender. Der Verband war zu dieser Zeit hoch verschuldet. Geiersberger setzte eine Erhöhung der Mitgliederbeiträge durch und strebte gleichzeitig eine solidere Mitgliederbetreuung an. Das führte während seiner Amtszeit zu einer Verdreifachung der Mitgliederzahl.
1981 forderte der Vorstand des BJV seinen ehemaligen Vorsitzenden Franz Schönhuber auf, den Ehrenvorsitz im BJV umgehend niederzulegen. Gleichzeitig distanzierte sich der Vorstand in einer Pressemitteilung nachdrücklich von Form und Absicht seines autobiografischen Buches mit dem Titel Ich war dabei und begründete dies durch den entstandenen Ansehensverlust für den Verband und den ganzen Berufsstand. Dafür wurde der BJV-Vorstand zunächst kritisiert. Da Schönhuber den Ehrenvorsitz nicht freiwillig niederlegte, wurde ihm dieser auf dem BJV-Verbandstag am 13./14. März 1982 in Grafenau per Abwahl aberkannt. Noch am selben Tag traten 17 Unterstützer Schönhubers aus dem BJV aus. Eine Woche später beendete auch Schönhuber seine Mitgliedschaft beim BJV.
Vor 1984 führten die IG Druck und Papier, die Rundfunk-Fernseh-Film-Union (RFFU) und der DJV Verhandlungen über einen Zusammenschluss zu einer großen Mediengewerkschaft im Deutschen Gewerkschaftsbund (DGB). Viele Mitglieder des DJV, vor allem aber Mitglieder des BJV waren dagegen. Sie befürchteten eine Einengung der Freiheit der Journalisten durch eine Mediengewerkschaft innerhalb des DGB. Der DJV blieb eigenständig.
Im April 1988 wurde auf Initiative des BJV-Vorsitzenden Erich Geiersberger in München die Akademie der Bayerischen Presse (ABP) gegründet. Ihr Ziel war die Aus- und Fortbildung von Journalisten. Der BJV ist seither zusammen mit dem Verband Bayerischer Zeitungsverleger (VBZV) und dem Verband der Zeitschriftenverlage in Bayern (VZB) Trägerverband der Akademie.
Während Tarifverhandlungen von BJV und IG Medien mit dem Bundesverband Deutscher Zeitungsverleger streikten im Mai 1990 Redakteure und Journalisten von über 130 Tageszeitungen. Am Ende der Verhandlungen stand der Abschluss eines Manteltarifvertrags, eines Gehaltstarifvertrags und eines Ausbildungstarifs.
Im Februar 1992 wurde Wolfgang Stöckel Vorstandsvorsitzender. Ab Mai 1994 vertrat Wolfgang Stöckel den BJV im Rundfunkrat des Bayerischen Rundfunks. Dort war er für zwei Amtsperioden – also insgesamt zehn Jahre – stellvertretender Vorsitzender des Fernsehausschusses.
1997 kündigten die Verleger die Tarifverträge. Es folgten wieder Streiks. BJV und IG Medien hatten bei den Verhandlungen mit den Arbeitgeberverbänden einen schweren Stand.
Die Terroranschläge am 11. September 2001 veränderten die politische Lage nachhaltig, was auch auf den Journalismus Auswirkungen hatte. Immer häufiger wurden Gesetzesvorschläge eingereicht, in denen mit Berufung auf den Schutz vor Terrorismus auch die Pressefreiheit massiv eingeschränkt worden wäre. 2004 fanden die größten Streiks von Tageszeitungsredakteuren seit 1990 statt. Ziel war es, die Arbeitszeitverlängerungen, Urlaubs- und Urlaubsgeldkürzungen zu verhindern. 2004 sah sich die Bayerische Staatsregierung gezwungen, den Entwurf eines neuen Polizeiaufgabengesetzes des Bayerischen Innenministeriums zu überarbeiten, nachdem der BJV interveniert hatte. Das Gesetz hätte das vorbeugende Abhören von Telefon, Handy, Fax, SMS und E-Mail-Verkehr ermöglicht.
2013 bis 2023 war Michael Busch Vorstandsvorsitzender. Er ist Redakteur beim Fränkischen Tag in Bamberg. 2023 wurde Harald Stocker zum Vorstandsvorsitzenden gewählt.